# 第三八一海軍航空隊
第三八一海軍航空隊（だい381かいぐんこうくうたい）は、日本海軍の部隊の一つ。蘭印防衛の主力戦闘隊として、太平洋戦争後半に防空に従事した。

## 沿革
ソロモン諸島方面の劣勢を補うために、海軍は比較的平穏な蘭印方面や北方の航空隊を転用して、本土の新編部隊とともに最前線に投入していた。しかし過剰な転属によって蘭印方面の防空能力が著しく低下してきたことから、海軍は最新の局地戦闘機雷電をもって強力な戦闘機隊を編制し、蘭印に投入することとした。それが第二の雷電隊である三八一空である。しかし、新機体の雷電は初期故障を続発し、遂には三八一空所属の機体が空中分解事故を起こしてしまう。これをもって雷電投入計画は凍結され、平凡な零戦隊に改編された三八一空は戦場に赴いた。
- 昭和18年（1943年）

10月1日　美保飛行場を原隊とし、館山飛行場で開隊。
　　　　　　　　　第十三航空艦隊第二十三航空戦隊に編入。定数は雷電36機。
10月15日　横須賀海軍航空隊で雷電を受領、雷電の訓練開始（不足分は25日に零戦を調達）。
11月15日　雷電隊は豊橋飛行場に転出。
- 昭和19年（1944年）

1月5日　飛行訓練中の雷電1機が空中分解、操縦士殉職。
　　　　　　　　　この事故を機に雷電の設計・製造・整備工程の見直しに着手。既設航空隊は零戦に交換。
1月上旬　先遣隊10機、ボルネオ島バリクパパン飛行場に進出。
1月12日　バリクパパンに8機のB-24が襲来、撃墜・撃破はないが撃退に成功。
2月20日　内南洋に転出する第二〇二海軍航空隊より零戦36機・月光12機を受領。
　　　　　　　　　セレベス島ケンダリに本隊、スンバ島ワインガップ・セラム島アンボンに分遣隊を増設。
3月上旬　第九三四海軍航空隊の戦闘機隊廃止により、元水上戦闘機操縦士を編入。
3月26日　濠北方面に敵機動部隊接近、ケンダリに集結命令。
3月31日　パラオ大空襲を受け、フィリピン防空のためダバオへ移動。4月9日、原隊復帰。
4月21日　バリクパパンへの航空機による機雷散布開始、迎撃に従事。
5月5日　編制変更。防空専念のため十三航艦附属に転籍（このため二三航戦を主力とする「渾作戦」には参加していない）。
5月15日　ケンダリを放棄。本隊はバリクパパンへ撤退し、スラバヤ派遣隊を新編。
　　　　　　　　　以後、バリクパパン本隊・スラバヤ派遣隊・ワインガップ分遣隊は拠点を中心に防空に従事。
9月30日　バリクパパン大空襲。60機のB-24を全力で迎撃。
10月1日　第二十八航空戦隊を新編。
　　　　　　　　　この頃、払底した零戦に代わり、実用化を達成した雷電を投入する。
12月　ハルマヘラ島の拠点に連日敵機襲来。ケンダリに進出し、防空に従事。
12月17日　タラカン島に敵機襲来、3機のB-24を撃墜。
- 昭和20年（1945年）

1月　　　マレー半島ジョホール飛行場に逐次撤退。
3月10日　第一南遣艦隊駐留地の航空隊を大幅改編。すべての戦闘機を編入。
4月　　　すべての戦闘機を台湾へ移送。翌月までに62機が撤退完了。
　　　　　　　　　以後、十三航艦所属機の編入を受け、維持・保全に従事。
終戦後解隊
終戦時は、シンガポールの戦闘機隊30機弱、ペナン島の練習機隊15機前後、スマトラ島の陸攻10機ほどを指揮下に置いていたが、活動できる状態ではなかった。

## 主力機種
- 零式艦上戦闘機…全期間を通じての主力戦闘機。
- 雷電…導入予定機。終盤の主力戦闘機。
- 月光…中盤の主力夜間戦闘機。

その他、20年度改編で九七式艦上攻撃機・九九式艦上爆撃機・一式陸上攻撃機を編入したほか、練習機としてそれらの一世代前の爆撃機・攻撃機が加わっていた。

## 歴代司令
- 近藤勝治 大佐：昭和18年10月1日‐
- 中島第三 大佐：昭和19年10月1日‐戦後解散